# Élections municipales de 1991 à Madrid
Les élections municipales espagnoles ont eu lieu le 26 mai 1991 à Madrid.